# Být nejlepší
Být nejlepší je britsko-kanadský televizní film natočený v roce 1992 na motivy románu Barbary Taylor Bradfordové To Be The Best.
- Být nejlepší v Česko-Slovenské filmové databázi
- Být nejlepší v Internet Movie Database (anglicky)